# یواس‌اس کالمان (ای‌پی‌ای-۷۸)
یواس‌اس کالمان (ای‌پی‌ای-۷۸) (به انگلیسی: USS Cullman (APA-78)) یک کشتی بود که طول آن ۴۲۶ فوت (۱۳۰ متر) بود. این کشتی در سال ۱۹۴۴ ساخته شد.